# Ağrı (pokrajina)
Pokrajina Ağrı (turski: Ağrı ili) je pokrajina koja se nalazi u istočnom dijelu Turske, uz granicu s Iranom. Glavni grad ove pokrajine je Ağrı, smješten na 1650 metara nadmorske visine.

## Geografija
Prostire se na površini od 11.376 km2 a prema podacima iz 2018. godine u ovoj provinciji je živjelo 539.657 stanovnika. Gustoća naseljenosti iznosi 48 stanovnika/km2.
Graniči s pokrajinama: Kars na sjeveru, Erzurum na sjeverozapadu, Muş i Bitlis na jugozapadu,Van na jugu i pokrajinom Iğdır na sjeverozapadu.
U pokrajini je i planina Ararat, najviša planina u Turskoj.

## Stanovništvo
Kurdi čine većinsko stanovištvo ove pokrajine, a značajnu manjinu čine i Azeri (Karapapak).

## Okruzi
Pokrajina se sastoji od sljedećih 8 okruga:
- Ağrı
- Diyadin
- Doğubeyazıt
- Eleşkirt
- Hamur
- Patnos
- Taşlıçay
- Tutak

## Vanjske poveznice
- Službena stranica pokrajine